# Stockholmspriset
Stockholmspriset  delas ut av Nöjesguiden till personer och företeelser vilka varit betydelsefulla för Stockholm under det gångna året. En jury nominerar och utser vinnare.